# Acide chloroformique
L'acide chloroformique est un composé chimique instable de formule ClCOOH. Malgré son nom semblable, il n'a aucun rapport avec le chloroforme CHCl3 ; il est au contraire apparenté à l'acide formique HCOOH ainsi qu'au phosgène COCl2, son chlorure d'acyle.
Trop instable pour être étudié spécifiquement, il présente en revanche de nombreux esters stables dont certains sont d'importants réactifs en chimie organique.